# محمد ربضان
محمد ربضان أو محمد ربدان (توفي حوالي عام 1600) كان مورسكيًا أراغونيًا ، اشتهر بكتابة كتاب Discurso de la luz de Muhamad ('خطاب نور محمد')، وهو الرواية الإسلامية الرئيسة المكتوبة باللغة الإسبانية عن حياة الأنبياء المسلمين.

## حديث نور محمد
يبدأ كتاب ربضان حديث نور محمد بشعر مُغنى في التهجد للله وذكره فضائل الخلق؛ القسم الثاني يحكي عن آدم وإبليس ونوح وإبراهيم. وتروي الأناشيد اللاحقة حياة جميع الأنبياء اليهود حتى عيسى (بما في ذلك عيسى نفسه)، والأنبياء العرب حتى محمد. تروي القصيدة حياة النبي محمد نفسه عبر خمسة مقاطع، وتنتهي بوفاته. ويختتم العمل بإدراج أسماء الله التسعة والتسعين، مع شرح كل منها باللغة الإسبانية. كان للنص تأثير كبير على فهم المؤرخ الإنجليزي جوزيف مورغان [الإنجليزية] للإسلام في القرن الثامن عشر.

## أعمال أخرى
يُعرف ربضان كذلك بتأليفه قصيدة إسبانية في القرن السادس عشر تحكي قصة الحج، بعنوان (أبيات حاج بوي مونسون - Coplas del peregrino de Puey Monçón). ومع ذلك، اعتبر علماء القرن الحادي والعشرين أن هذا الإسناد غير محتمل.

## الطبعات
- شعر محمد ربضان الأراغوني ، تحرير بواسطة هيج ستانلي (برينتفورد: أوستن، 1867).